# Patrimoine funéraire
 (juillet 2008).

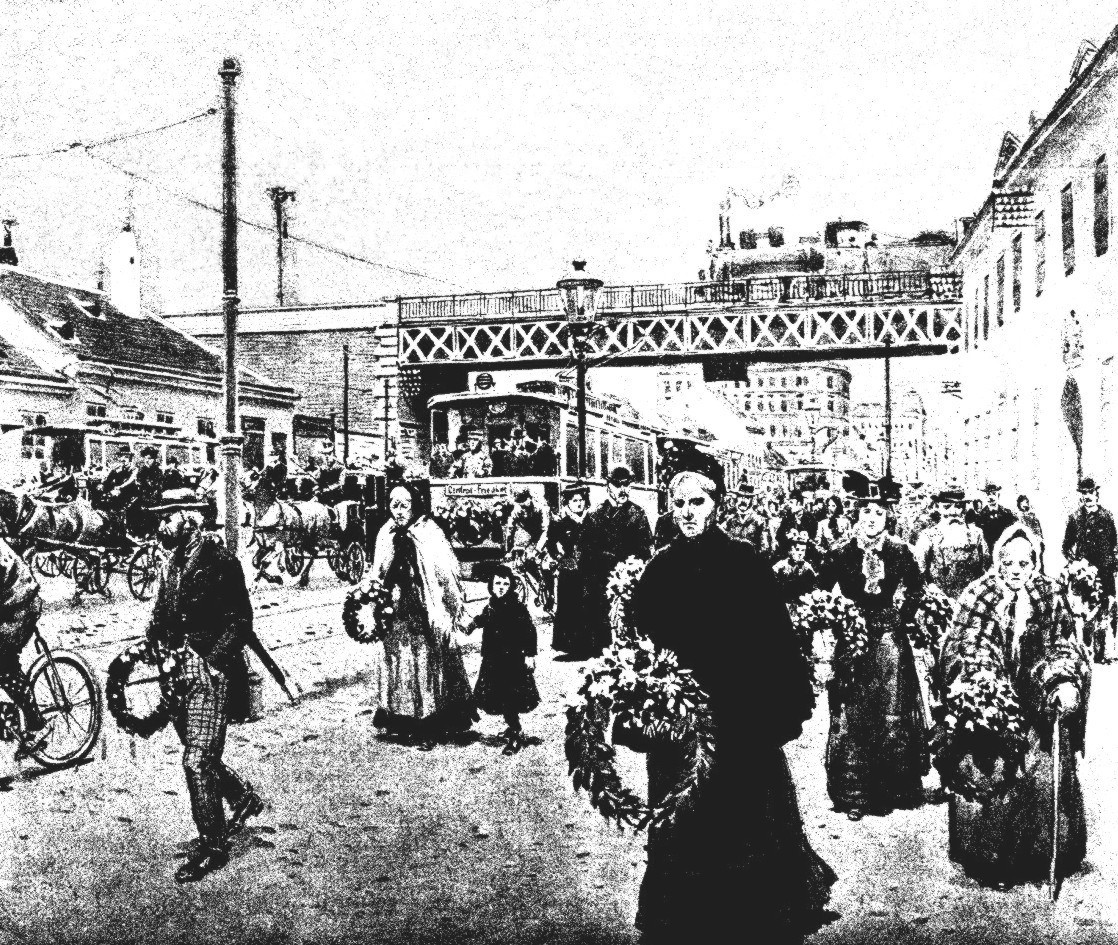
Sur le chemin du cimetière, à Vienne (Autriche), en 1903, le 2 novembre pour la Fête des morts.

Le patrimoine funéraire inclut les sites (cimetières, nécropoles, tombes isolées) et plus généralement toutes les installations visibles et invisibles, de même que toute variété dans les mentalités et la ritualisation face à la mort et au deuil, ainsi que les sources et documents permettant de comprendre ces pratiques,.

## Description du patrimoine funéraire
Pour ce qui est des installations (encore ou facilement) visibles des lieux d'inhumation, on peut distinguer le patrimoine funéraire architectural (que l'on peut définir globalement comme relatif aux tombes et monuments dus au travail de la pierre par des marbriers et des sculpteurs, et qui désigne les emplacements) du patrimoine funéraire plus spécifiquement symbolique et décoratif (ferronnerie, couronnes mortuaires, croix, tous objets de dimensions plus réduites et de poids moindre).
Monuments plus ou moins imposants, chapelles mortuaires, dalles mais aussi modestes stèles, ou simples croix relèvent de la section funéraire de ce qui est identifié désormais comme « petit patrimoine », c'est-à-dire l'ensemble religieux ou civil des édifices (par exemple les tours, fours à pain, moulins, cabanes, fontaines, lavoirs, puits, chapelles, oratoires et croix de chemins, oratoires et niches, colombiers, halles, ponts, mares, remises de pompe à incendie, kiosques à musique) ou objets (cadrans solaires, gargouilles, girouettes, enseignes, brancards, corbillards, pompes à incendie) qui ne sont pas (ou pas encore ?) protégés au titre de la Loi du 31 décembre 1913 sur les Monuments Historiques.

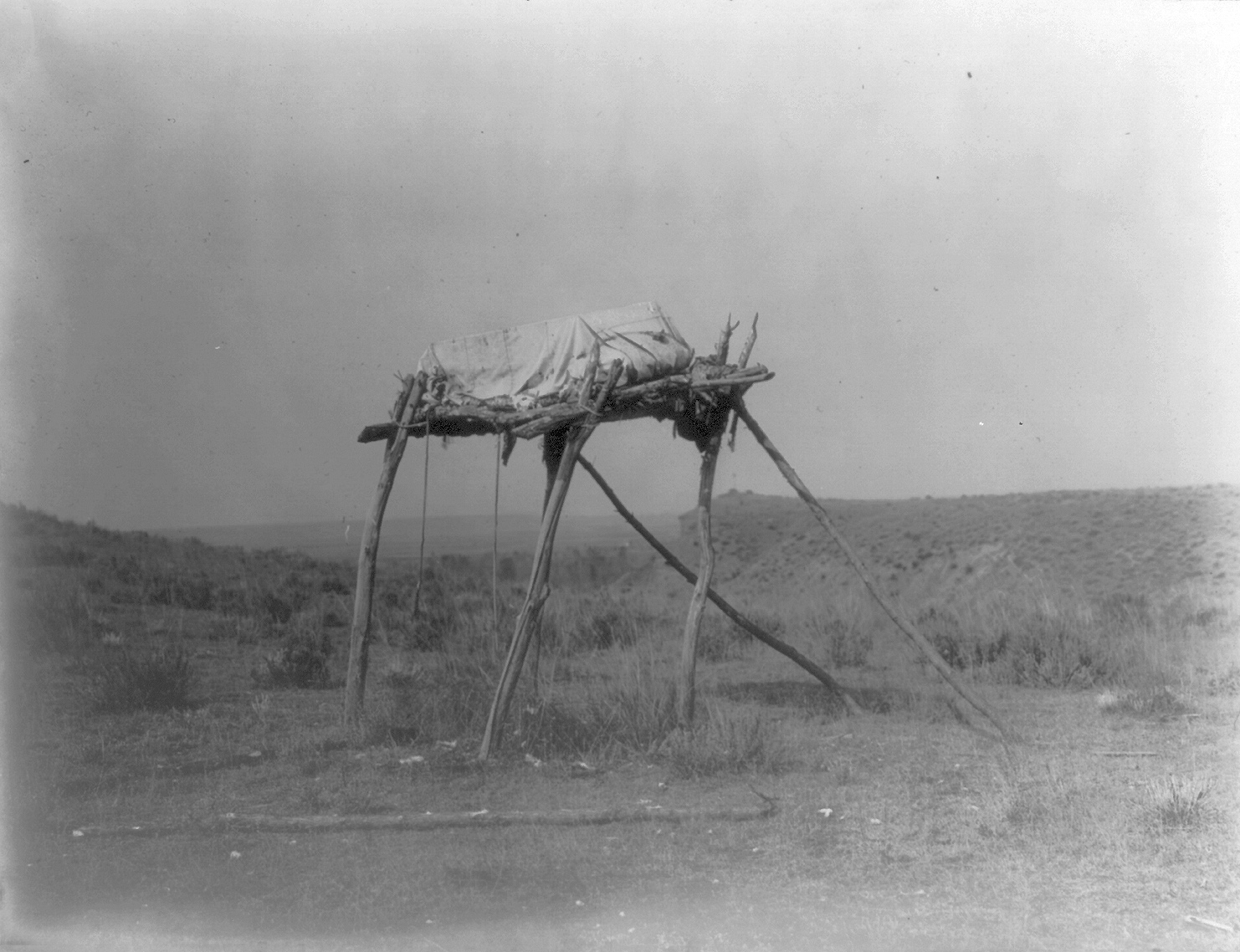
Surélévation de la dépouille d'un membre d'une tribu amérindienne des Crows.
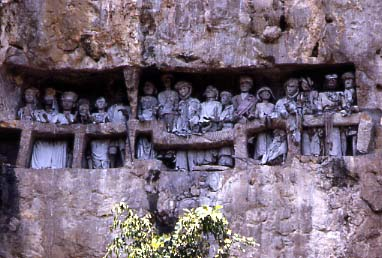
Site funéraire toraja en Indonésie : balcon creusé dans la falaise avec exposition de poupées à l'effigie des défunts.
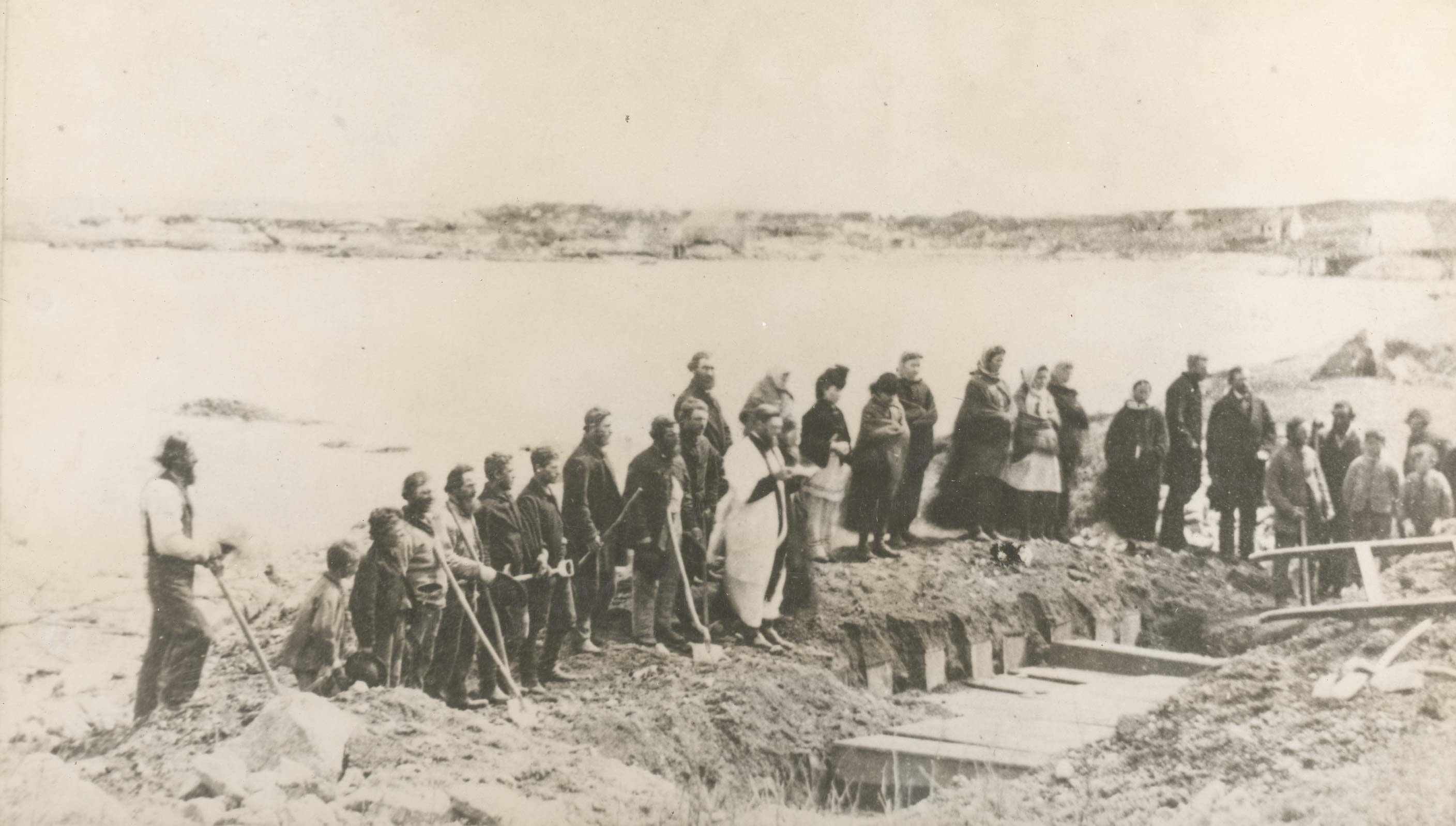
Inhumation des victimes d'un naufrage en 1873, dans la région de Halifax (Canada).
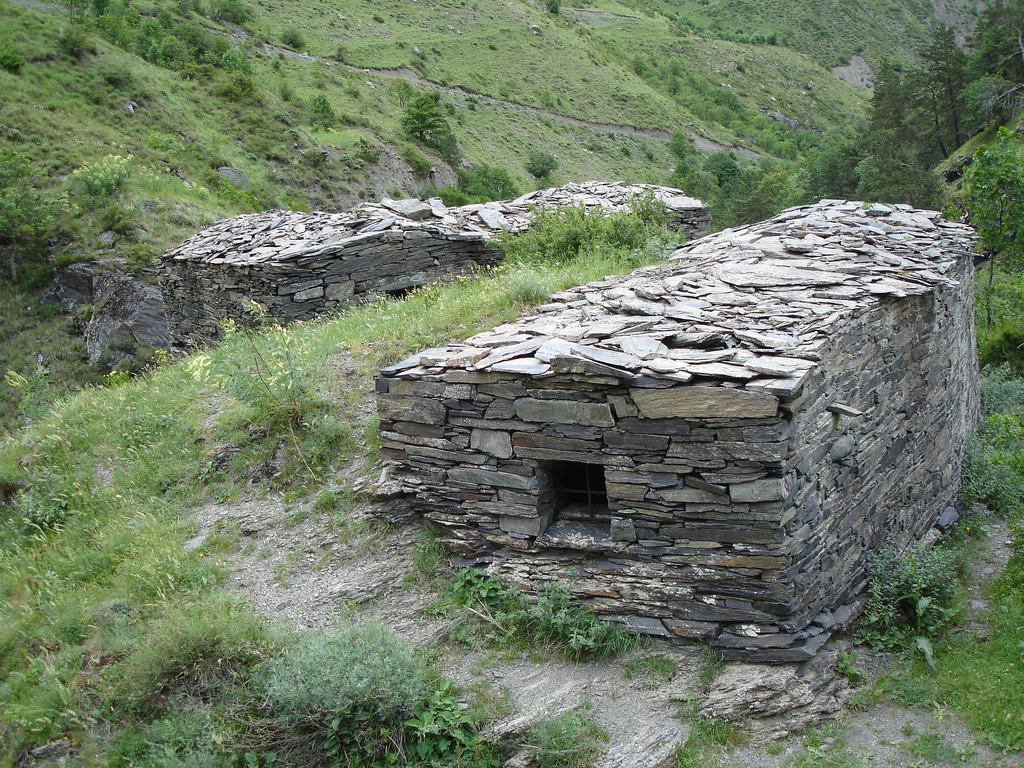
en Géorgie
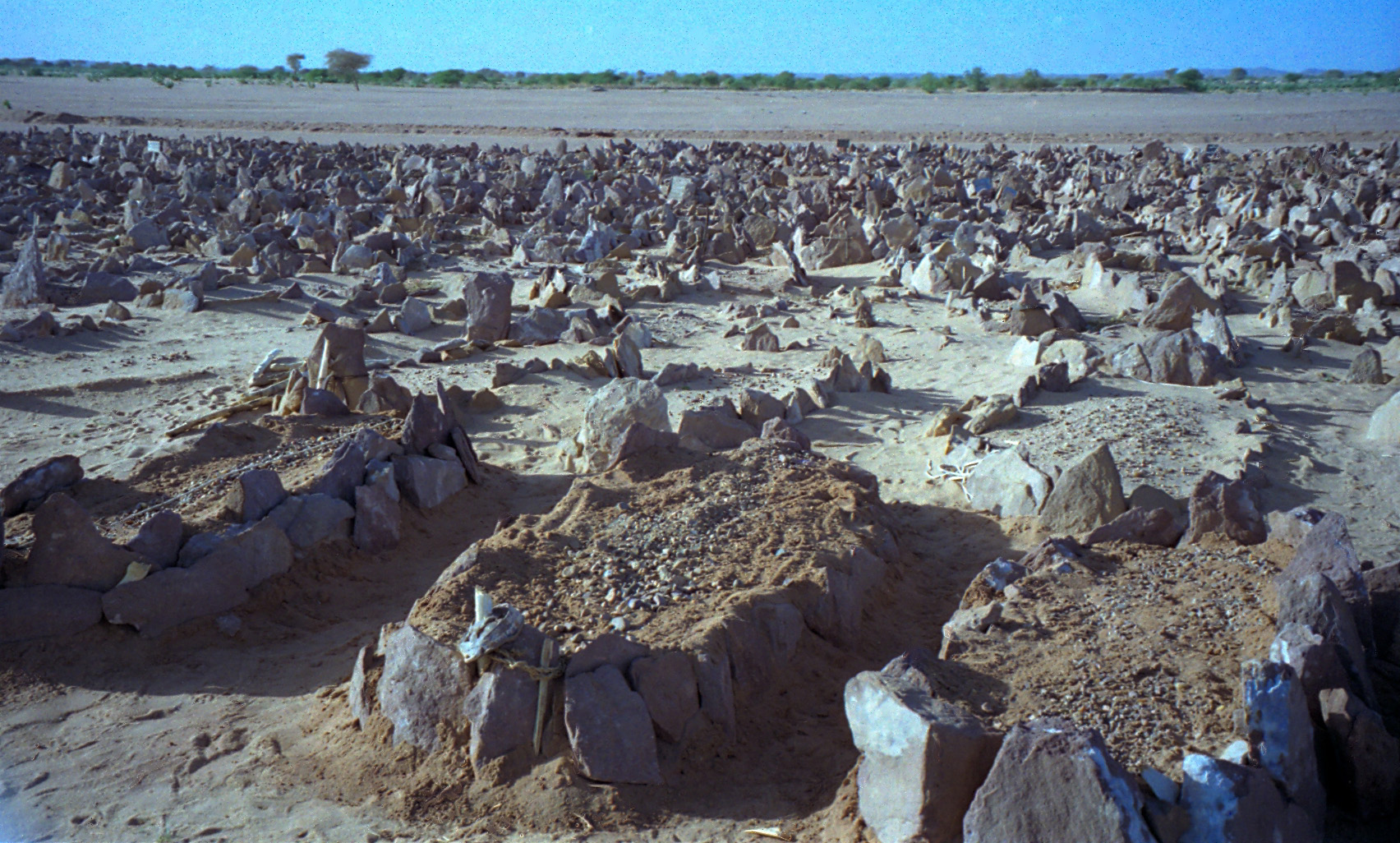
près de Agadez (Niger)

## Le droit du patrimoine funéraire
Dans certains pays, le patrimoine funéraire est communautaire, dans d'autres, comme en France de nos jours, il majoritairement considérée comme du domaine privé pour son entretien, sauf pour les cimetières militaires ou quelques cas particuliers (Panthéon...).

## L'état du patrimoine

### La question de l'abandon et de la reprise des monuments

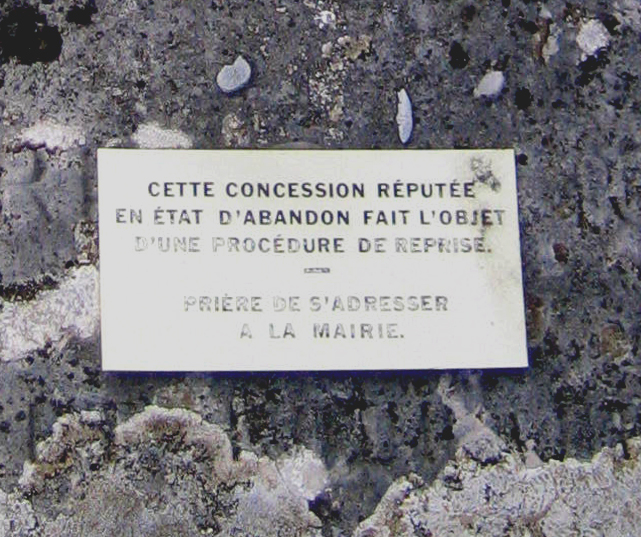
Exemple d'affichette vue en 2005 posée depuis environ 2 ans auparavant à Fleurey-sur-Ouche.

Dans les faits, une bonne partie du patrimoine funéraire est laissé à l'abandon dès lors que les tombes ne sont plus visitées, entretenues et fleuries. Ce qui conduit l'administration municipale funéraire à décider l'état d'abandon de telle ou telle tombe et à reprendre la concession pour la concéder de nouveau. En ce cas :
- les restes des défunts sont souvent reversés dans un ossuaire collectif tandis que les parcelles sont allouées à de nouveaux concessionnaires.
- la qualité de patrimoine du monument funéraire abandonné n'est souvent pas prise en compte et le monument est parfois détruit et parfois recyclé.

En France, certains se plaignent de ce que l'administration des cimetières — même ceux des petits cimetières ruraux ne manquant pas de place — multiplient depuis les années 2000-2004 les « petits écriteaux sur lesquels on peut lire : "Cette concession réputée en état d'abandon fait l'objet d'une procédure de reprise par la mairie." ».

### La dégradation du patrimoine
L'état du patrimoine funéraire relève de plusieurs problématiques :
- la dégradation naturelle due au temps (mousse, érosion des pierres tendres, effondrement de monuments)
- la dégradation due à la pollution (pluie acide, etc.)
- la dégradation aggravée par les intempéries (par exemple l'impact de la tempête de 1999 sur les cimetières, à l'exemple connu du Père-Lachaise à Paris).
- le vandalisme et le pillage des monuments.

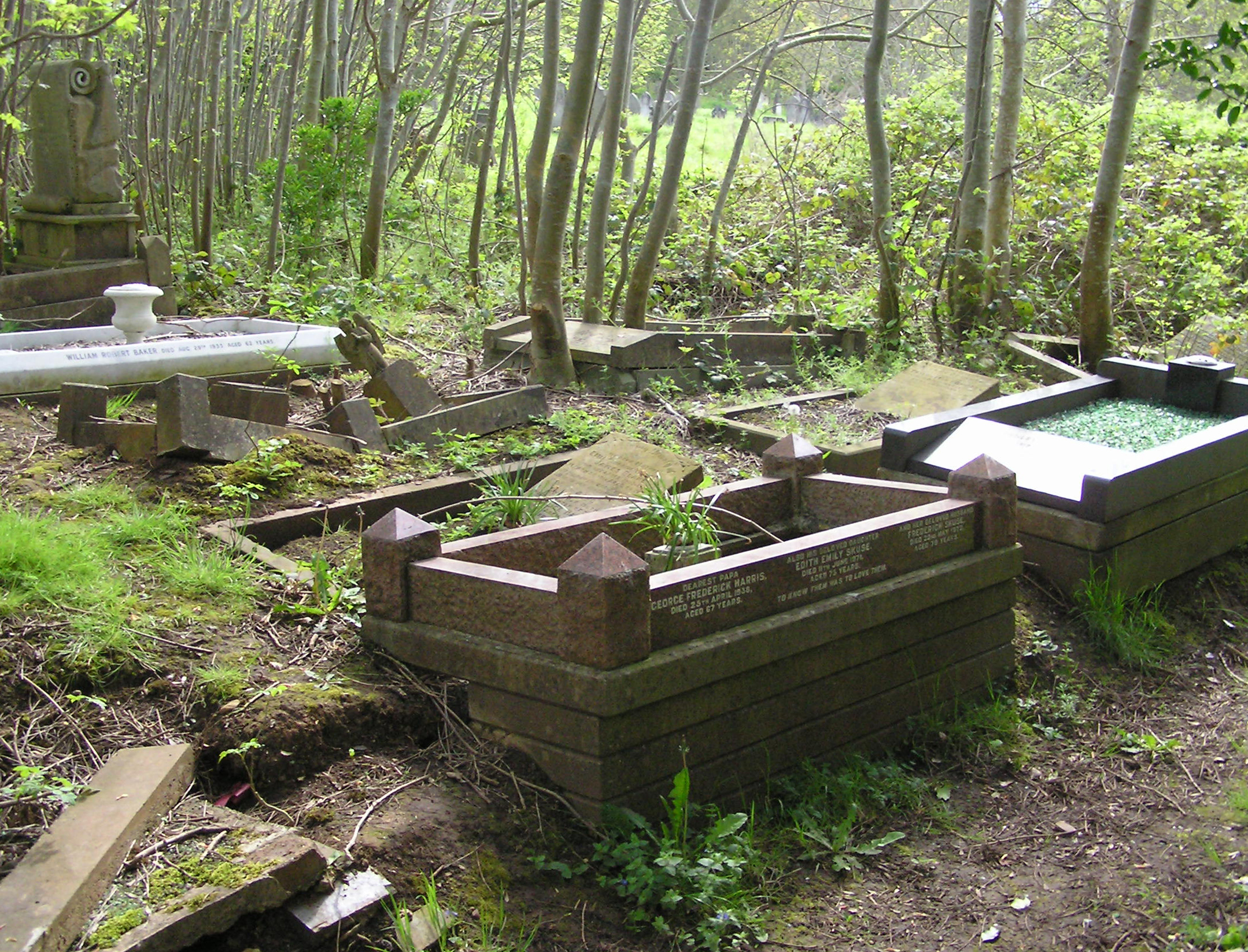
Tombes abîmées au cimetière Arno’s Vale de Bristol (Royaume-Uni)
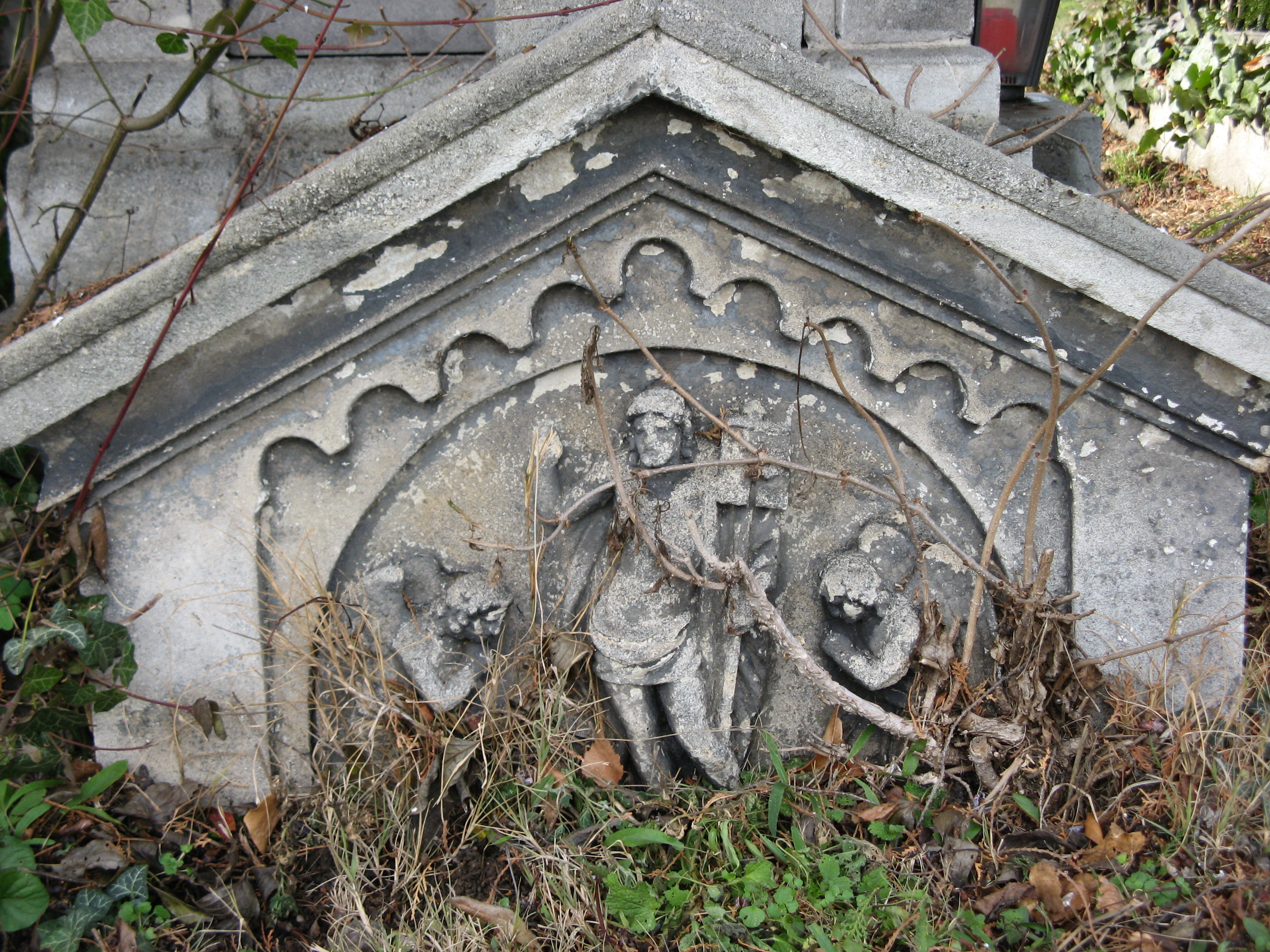
à Vienne (Autriche)
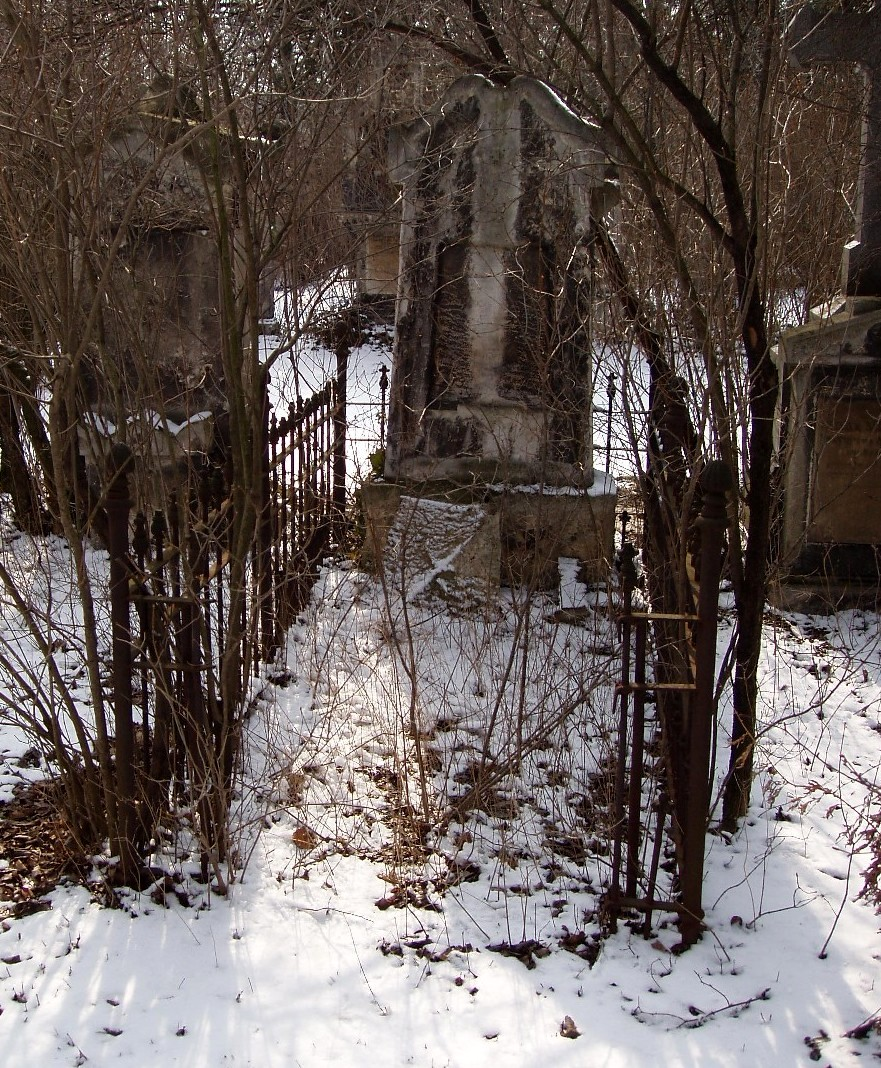
dans un autre cimetière de Vienne (Autriche)
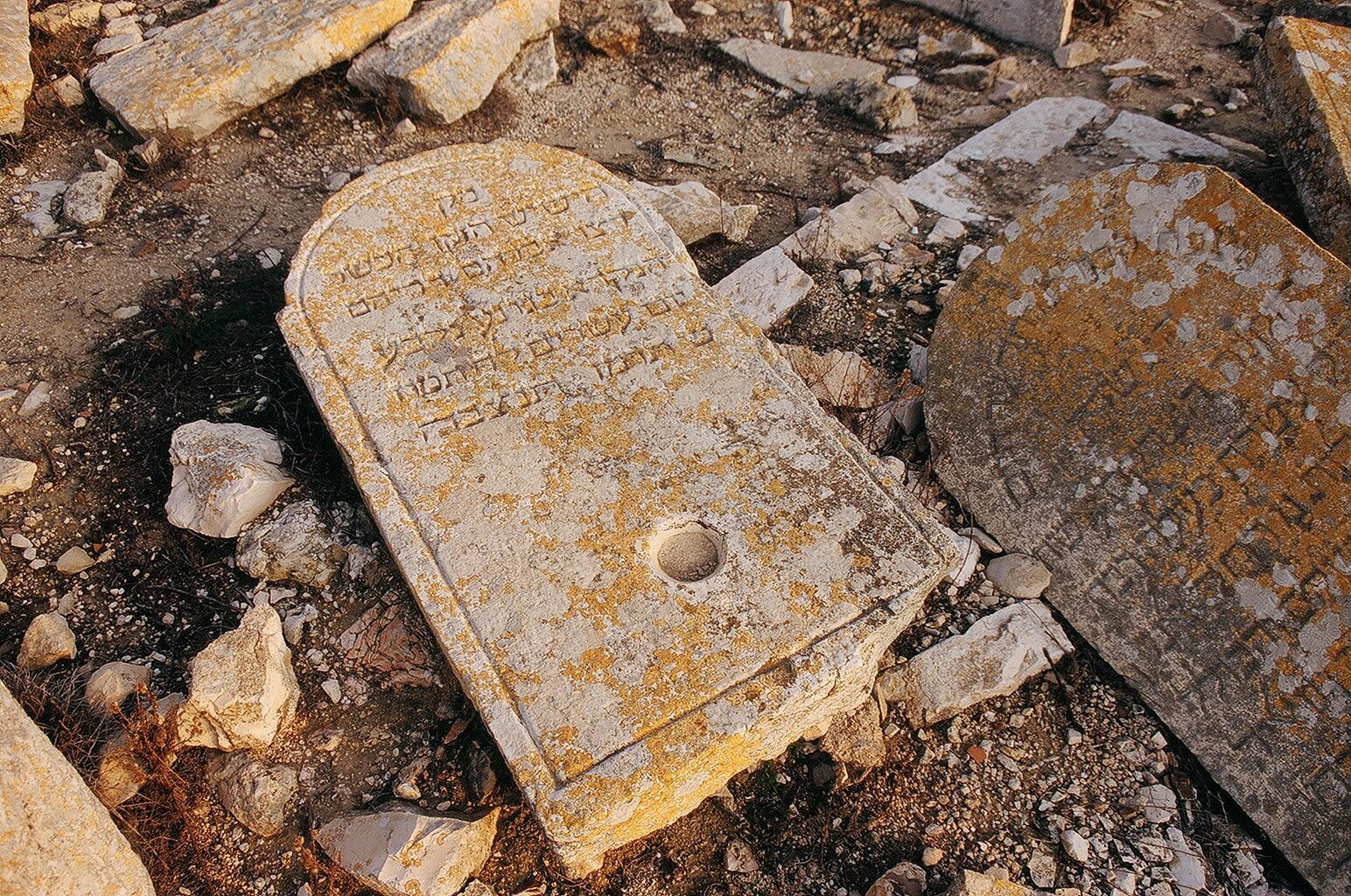
à Jérusalem
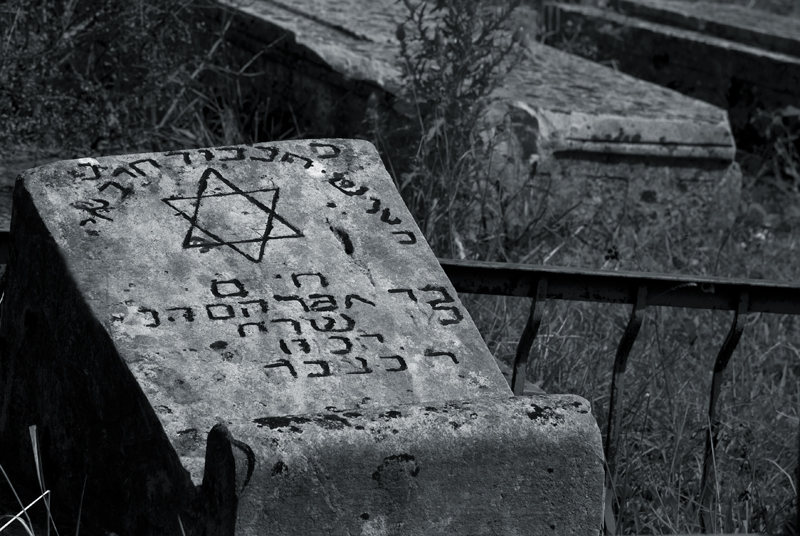
en Géorgie
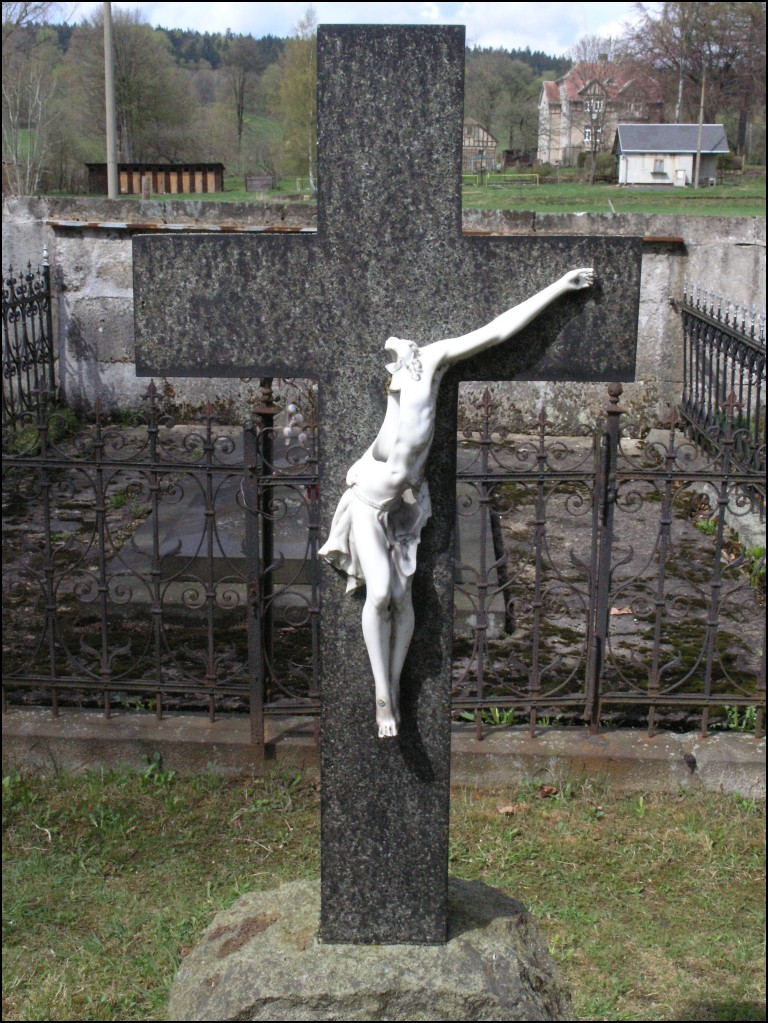
en République tchèque
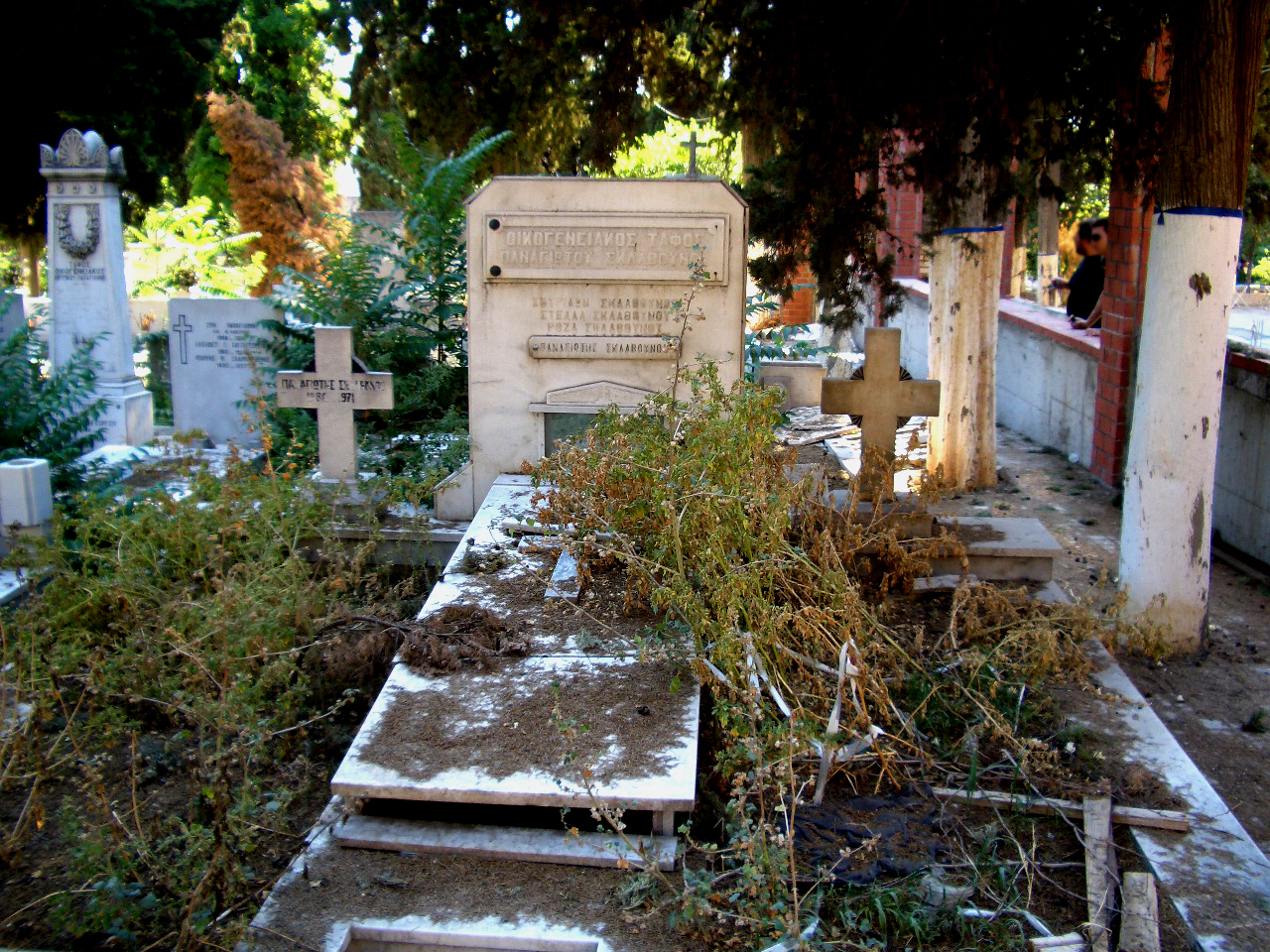
en Grèce

### La prise de conscience de l'état du patrimoine funéraire
Dans certains pays, des inquiétudes s'expriment sur ce que certains qualifient d'« état général alarmant des cimetières ». Dans les pays francophones, c'est par exemple le cas du CRHAB en Belgique ainsi qu'au Québec. En France, chaque région a vu naître des associations se mobilisant pour faire connaître la valeur de ces témoins du passé, et pour tenter d'obtenir des subventions pour la restauration et la sauvegarde de certaines tombes remarquables. Ces associations sont parfois organisées en réseaux par lesquels circulent le savoir-faire et un minimum logistique relatifs aux longues démarches à entreprendre pour constituer un dossier de demande d'aide. Dans les pays anglo-saxons, en Grande-Bretagne par exemple, la mobilisation est tout aussi effective, comme à Bristol, pour le cimetière Arnos Vale (en).
En France, la question est d'ordre juridique : la tombe est propriété de la famille. Si la municipalité est propriétaire du cimetière, elle ne peut en aucun cas substituer son autorité à la responsabilité des usagers, sauf si la tombe (et cela concernera plutôt une chapelle funéraire ou une tombe monumentale) menace ruine et présente un risque pour la sécurité des usagers du cimetière ; toutefois, dans ce cas, le maire devra prendre toutes les mesures pour écarter le danger mais ne pourra en aucun cas faire procéder à des travaux. Pourtant, il serait nécessaire que l'État légifère pour permettre de préserver ce patrimoine communal, parfois très riche, qui s'oblitère petit à petit faisant ainsi disparaître un patrimoine commun et une mémoire des ancêtres. Certes, des possibilités d'intervention existent comme en témoignent les informations administratives fournies en réponse aux questions des maires à l'occasion de circonstances exceptionnelles, mais elles témoignent du caractère limité des possibilités d'interventions en faveur de ce type de patrimoine.
Un sauvetage notable : le mausolée d'Oultremont, classé patrimoine exceptionnel en 1993, fut récemment restauré grâce aux efforts conjoints des institutions publiques et de l'Association de famille Oultremont, propriétaire. Sa crypte continue à recevoir les défunts de cette famille.